# Армилус
Армилус (др.-евр. ארמילוס‬) — в иудейской эсхатологии мифическое лицо из области мессианских легенд, возникшее в талмудическую эпоху, но подробно разработанное в послеталмудической литературе; нечто вроде еврейского Антихриста, который в конце дней восстанет против Мессии, причинив большие бедствия еврейскому народу, пока не будет наконец побеждён Мессией.

## Упоминания
Впервые Армилус упоминается в приписываемом Ионатану бен-Уззиелю Таргуме (к Ис. 11:4).
Саадия Гаон («Эмунот ве-деот» или «Верования и мнения», VIII) приводит ходячую в его время древнюю легенду, все подробности которой подкрепляет цитатами из книг разных пророков. По этой легенде, до пришествия настоящего Мессии из потомков Давида появится в голусе (диаспора) предтеча Мессии из колена Иосифа, который соберёт вокруг себя многих евреев и завоюет Иерусалим; через некоторое время против него выступит царь Армилус, который покорит священный город и убьёт многих евреев, в том числе и Мессию из колена Иосифа. Многие из евреев вынуждены будут убежать в пустыню, спасаясь от преследования всех народов земли; только когда бедствия еврейского народа достигнут своего апогея, явится настоящий Мессия.
То, что рабби Саадия Гаон рассказывает про Армилуса, приписывается в мидраше (ветхозаветный трактат) «Aggadoth-Meschiach» Гогу-Магогу; но роль, которую играет там Мессия из колена Иосифа, делает невозможным предположение, что именно этот мидраш служил источником для Саадии.
Об Армилусе писал рабби Макир (ר׳ מכיר) в книге «Абкат-Рохель»: «Говорят, в Риме находится мраморный камень в образе прекрасной девы, но это не художественное произведение, а камень, так уже созданный Богом. Увлечённые красотой каменной девы, развратные люди приходят к ней и расточают ей любовные ласки, плодом же этой любви явится развитие внутри камня человеческого зародыша, который, созрев, разорвёт некогда каменную деву и выйдет на свет Божий в образе дьявольского подобия человека ростом в 22 локтя с рогом между глаз и зелеными ногами. Это и будет Сатана-Армилус, тот самый, которого другие народы называют Антихристом».
Эта легенда приводится также в псевдоэпиграфах Зерубабеля и «Otioth ha-Meschiach». В последнем сказано, что Армилус будет выдавать себя за Мессию, даже за самого Бога, и согласится признать учение Евангелия ("то, что я, ваш Мессия, дал вам"), только чтобы быть признанным христианами. Тогда он обратится к предводителю евреев, к Нехемии бен-Хушиелю, с предложением отказаться от Торы и признать его Богом; но так как Нехемия будет настаивать на том, что Сатана он, а не Бог, то объявит ему войну и т. д.
В псевдоэпиграфической книге «Тайны» рабби Симона бен-Иохаи рассказывается: «Если евреи сподобятся благодати от Бога, то сразу явится Мессия, сын Давида, если же нет, то придёт сначала Мессия, сын Эфраима (Иосифа); и восстанет царь нечестивый под именем Армилус. Весь он плешивый, глаза маленькие, на лбу высыпь проказы. Правое ухо его закрыто, левое открыто; когда кто говорит ему что-нибудь хорошее, он наклоняет к нему свое закрытое ухо, если же дурное, он обращает к нему свое открытое ухо… Этот „сын Сатаны и камня“ (др.-евр. בריה דסטנא ודאבנה‬) направится против Иерусалима и объявит войну Мессии, сыну Эфраима и т. д.»

## Толкования имени
Что касается происхождения имени Армилуса, тο Натан бен Иехиэль Римский отождествлял его с латинским именем «Romulus» (рус. Ромул), первым римским правителем.
Александр Когут полагал, что др.-евр. ארמילות‬ — искажение персидского אגרמינוס‬, то есть Ариман, дух мрака и зла. Персы, как отмечал А. Когут, глубоко веруют, что перед окончательной победой Ахурамазды над Ариманом появятся два Мессии, которые погибнут в борьбе с духом зла, и только после разных бедствий Ахурамазда пошлёт настоящего спасителя, Саошьянта, при котором наступит золотой век.
Таким образом, делает вывод Л. И. Каценельсон, легенда об Армилусе является амальгамой парсийского поверья с христианскими рассказами об Антихристе.